# 真夏の夜の夢 (1999年の映画)
『真夏の夜の夢』（まなつのよのゆめ、A Midsummer Night's Dream）は、1999年制作のアメリカ映画。ウィリアム・シェイクスピアの『夏の夜の夢』の映画化作品。

## ストーリー
19世紀初頭。トスカーナ地方にある広大なルネサンス風邸宅の前の広場では、シーシアス公爵とアマゾンの女王ヒポリタの結婚式の準備が行われていた。そんな忙しい最中に、公爵は気難しい老人イジアスの訴えを聞かされる。イジアスは一人娘ハーミアを青年ディミトリアスに嫁がせる約束をしていたが、もう一人の青年ライサンダーと恋に落ちたハーミアは彼と結婚したがっていたのだった。
当時、結婚は愛ではなく親の決めるもの。従わない子供は死刑か、それとも修道女になるかというどちらかの罰を受けた。公爵から父親に従うように言われたハーミアは、ライサンダーと駆け落ちすることを決心する。それを聞いたハーミアの親友ヘレナは、ディミトリアスを愛するが故にこの秘密を彼に話してしまう。その夜、恋人たちは森に逃げ、ディミトリアスは2人の後をつけ、ヘレナもまたディミトリアスを追って森へと自転車を走らせる。
その頃、大根役者中の大根役者で織工ボトムをスターと仰ぐアマチュアの悲劇役者の一団が、稽古の場所を求めて同じ森へと向かっていた。村に住む彼ら6人は、公爵の結婚式で行われる演劇大会で『最も悲しい喜劇：ピラマスとシスビーの残酷な死』を演じて報賞金をもらう算段だった。
恋人たちも役者たちもどんどん森の奥へと進み、妖精たちの秘密の住処の近くまでやって来る。森の洞窟では妖精たちが宴の真っ最中。妖精の王オベロンと女王タイタニアは、インドから連れて来た少年を巡っていつもの夫婦喧嘩を繰り返している。
オベロンは、尖がり耳の悪戯妖精パックを側に呼ぶと、魔法の赤い花を摘んで来るように命じる。花の汁をタイタニアの目に垂らし、彼女が幻影を見ている間に少年を我が物にしようとの計画だった。しかしそこへ、ちょうど現れたのがディミトリアスとヘレナ。「あなたの犬にして」とすがるかわいそうなヘレナと「見るだけでむかつく」と素気無いディミトリアスを見たオベロンは、やがて赤い花を持って戻って来たパックに、ディミトリアスが寝入ったら彼の目に花の汁を垂らすように言う。この魔法の薬のせいで、彼は目覚めて初めて見るヘレナに恋をするはずだった。
一方、オベロンもこの薬を寝ているタイタニアの目に垂らしていた。彼女が目覚めた時、初めて見た顔はパックの悪戯で驢馬の顔に変身したボトム。ボトムは何が何だか分からぬまま、美しいタイタニアに魅せられて“美女と野獣”的な恋人たちが誕生する。
オベロンとパックはようやく薬を垂らした男を取り違えたことに気付く。今度こそはとディミトリアスの目に垂らしたものの、彼が目覚めた時に現れたのはまたもやヘレナ。ライサンダーもディミトリアスもヘレナに夢中になって追いかけるが、突然2人の男から愛されるようになったヘレナには悪い冗談としか思えない。反対にハーミアは男たちの心変わりに怒り心頭。ハーミアとヘレナは取っ組み合いの喧嘩を始め、男たちはヘレナを賭けて決闘することになる。

## キャスト
※括弧内は日本語吹替
- ニック・ボトム - ケヴィン・クライン（安原義人）
- タイタニア - ミシェル・ファイファー（高島雅羅）
- オベロン - ルパート・エヴェレット（森田順平）
- パック - スタンリー・トゥッチ（牛山茂）
- ヘレナ - キャリスタ・フロックハート（石塚理恵）
- ディミトリアス - クリスチャン・ベール（宮本充）
- ライサンダー - ドミニク・ウェスト（てらそままさき）
- ハーミア - アンナ・フリエル（高橋理恵子）
- シーシアス - デヴィッド・ストラザーン（原康義）
- ヒポリタ - ソフィー・マルソー（山崎美貴）
- イジアス - バーナード・ヒル（佐々木敏）
- ピーター・クインス - ロジャー・リース（田原アルノ）
- スナッグ - グレゴリー・ジュバラ（英語版）（福田信昭）
- トム・スナウト - ビル・アーウィン（石塚運昇）
- フランシス・フルート - サム・ロックウェル（落合弘治）
- ロビン・スターヴェリング - マックス・ライト（佐々木敏）

## 評価
レビュー・アグリゲーターのRotten Tomatoesでは79件のレビューで支持率は67%、平均点は6.30/10となった。Metacriticでは24件のレビューを基に加重平均値が61/100となった。